# Matelea lehmannii
Matelea lehmannii là một loài thực vật có hoa trong họ La bố ma. Loài này được (Schltr.) Morillo mô tả khoa học đầu tiên năm 1985.